# Torre Puig
Torre Puig es un edificio situado en la plaza de Europa 46-48 de Hospitalet de Llobregat, Barcelona. 

## Historia
Está diseñado por el arquitecto Rafael Moneo en asociación con Lucho Marcial y por GCA Arquitectos. Su construcción empezó a mediados de 2010 y finalizó a finales de 2013.
El edificio, de diseño singular, tiene 109 metros (aunque algunos planos indican unos 90). Su fachada está formada por paneles de vidrio oscuro, y están complementados por unos revestimientos en diagonal de vidrio de color blanco que envuelven toda la estructura de la torre. Este revestimiento no solo ocupa toda la estructura del edificio, sino que también está en la zona más alta de la torre.
El uso para este edificio es únicamente de oficinas, en concreto para la empresa de perfumería y cosmética Puig.
El 7 de abril de 2014 se inauguró el nuevo edificio en un acto donde estuvieron presentes el presidente y vicepresidente de la empresa, la alcaldesa de Hospitalet de Llobregat, el presidente de la Generalidad, los Príncipes de Asturias y el ministro de Interior, entre otras personalidades. 